# Cantón de Les Deux-Sorru
El cantón de Les Deux-Sorru era una división administrativa francesa, que estaba situada en el departamento de Córcega del Sur y la región de Córcega.

## Composición
El cantón estaba formado por once comunas:
- Arbori
- Balogna
- Coggia
- Guagno
- Letia
- Murzo
- Orto
- Poggiolo
- Renno
- Soccia
- Vico

## Supresión del cantón de Les Deux-Sorru
En aplicación del Decreto n.º 2014-229 de 24 de febrero de 2014, el cantón de Les Deux-Sorru fue suprimido el 22 de marzo de 2015 y sus 11 comunas pasaron a formar parte del nuevo cantón de Sevi-Sorru-Cinarca.